# Fandom (site web)
Pour les sous-cultures, voir Fandom.
 (août 2023).
Fandom, à l'origine nommée Wikicities puis Wikia, est une entreprise de médias et de service d'hébergement de wikis.  Créée en 2004 par Jimmy Wales et Angela Beesley, son service principal consiste à héberger des sites Web tenus par des fans d'univers de fiction issus d'œuvres de la culture populaire (jeux vidéo, films, télévision, bandes dessinées, musique, livres et modes de vie).
Il s'agit du second plus important projet au format wiki après celui de la Fondation Wikimédia. Bien que cocréé par le cofondateur de Wikipédia, Fandom ne fait pas partie du mouvement Wikimédia et n'est pas lié à la Fondation Wikimédia.
L'entreprise possède également des médias liés à la culture populaire, comme le site d'information vidéoludique GameSpot ou le site agrégateur de critiques Metacritic.

## Principe
Fandom héberge gratuitement, en contrepartie de liens publicitaires Google, des wikis (fonctionnant avec le moteur de wiki MediaWiki) sur des sujets divers et en plusieurs langues.

## Histoire
Wikicities était originellement un annuaire web créé en mars 2004 par Jimmy Wales, cofondateur du projet Wikipédia, et Angela Beesley.
Les 27-30 mars 2006, Wikicities lève quatre millions de dollars d'investissements et devient Wikia.
Wikiasari est le nom d'un projet de moteur de recherche imaginé par Jimmy Wales, dont le lancement a été prévu au premier trimestre 2007. Wikiasari — une combinaison du mot Wiki qui signifie « rapide » en hawaïen et asari (あさり) qui veut dire « chercher » en japonais — sera empreint des technologies utilisées par Wikipédia avec le recours à des logiciels open source Nutch et Lucene pour sa conception et la composante humaine à qui incombera la tâche de valider les résultats d'une recherche.
En janvier 2008, le lancement du moteur de recherche Wikia (Wikia Search) est fixé au 7 janvier 2008. Faute d'audience, le site est fermé le 31 mars 2009. Après cet abandon, le projet Search Wikia se transforme en answers.wikia.com, un site de questions proche de celui de Yahoo! Questions/Réponses. Tous les wikis avec answers.wikia.com sont fermés depuis mars 2019.
En septembre 2010, Wikia publie un communiqué de presse affirmant ne pas détenir les noms de domaine de WikiLeaks. Jimmy Wales précise « J'aurais aimé que Wikileaks n'utilise pas ce nom, ils ne sont pas un wiki. »
Le 26 septembre 2016, Wikia change de nom et devient Fandom powered by Wikia,. Le nouveau nom fait référence au fandom.
Le 12 mars 2020, Fandom a annoncé que les nouveaux wikis seraient basés sur une nouvelle plateforme communautaire unifiée, qui serait basée sur une version plus récente du logiciel MediaWiki,. Par la suite, l'ensemble des wikis migrent vers cette nouvelle plateforme.
En 2022, Fandom fait l'acquisition du site d'information vidéoludique GameSpot. Ce changement de groupe propriétaire s'inscrit dans une tendance générale de consolidation des médias vidéoludiques à partir de la moitié des années 2010, aux côtés par exemple des acquisitions de GamesIndustry, Eurogamer et Rock, Paper, Shotgun par IGN en 2024 et de Polygon par Valnet en 2025. Fandom possède également le site agrégateur de critiques Metacritic.

## Statistiques
Déjà accessible, fin 2006, en 45 langues pour 65 000 utilisateurs, répartis en plus de 2 000 sujets, Fandom se décline sous plus de 200 langues en novembre 2010 et compte plus de 400 000 communautés en décembre 2018, comportant environ 50 000 000 de pages et plus de 2 000 000 d'utilisateurs wikis hébergés. En 2012, plus de 60 000 personnes éditent mensuellement des pages liées aux jeux vidéo et réalisent 2 300 000 modifications en ligne. Entre octobre et décembre 2024, Fandom.com a compté plus de 800 millions de visites mensuelles d’après SimilarWeb.